# Endless Dungeon
Endless Dungeon est un jeu vidéo de stratégie et d'action de type tower defense et rogue-like en temps réel, développé par Amplitude Studios et édité par Sega. Le jeu était prévu pour le 18 mai 2023 sur Windows, macOS, Xbox Series, PlayStation 4, PlayStation 5 et Switch, mais est finalement sorti en octobre 2023. N’apparaissant plus dans le catalogue officiel du Store Amplitude Studio et ce malgré une page toujours dédiée sur le Nintendo eShop, la version Switch semble avoir été abandonnée.
Il est le successeur spirituel de Dungeon of the Endless du même studio.

## Système de jeu
Dans Endless Dungeon le joueur, ou les joueurs en multijoueur collaboratif, doivent explorer une station spatiale abandonnée remplie de monstres en défendant et en déplaçant de niveau en niveau un cristal de Dust, une matière puissante et importante dans l'univers Endless des jeux créés par Amplitude Studios.
Pour défendre le cristal et avancer, le joueur constitue et contrôle une équipe de personnages ayant chacun leurs forces et faiblesses, ainsi que des armes qui sont plus ou moins efficaces contre les types de monstres rencontrés. Le joueur peut construire des tourelles afin de l'aider dans sa stratégie. Le jeu est un die and retry et la défaite donne l'occasion de revoir son équipe et sa stratégie.